# Dominique Da Sylva
Dominique Da Sylva (Nouakchott, 10 aprile 1986) è un calciatore mauritano, attaccante del Diaraf.

## Carriera

### Club
Dopo aver giocato con lo Sfaxien, nel 2011 si trasferisce all'Al-Ahly.

### Nazionale
Conta 10 presenze senza reti con la nazionale mauritana.

## Statistiche

### Presenze e reti nei club
Statistiche aggiornate al 7 luglio 2014.
| Stagione        | Squadra         | Campionato      | Campionato | Campionato | Coppe nazionali | Coppe nazionali | Coppe nazionali | Coppe continentali | Coppe continentali | Coppe continentali | Altre coppe | Altre coppe | Altre coppe | Totale | Totale |
| Stagione        | Squadra         | Comp            | Pres       | Reti       | Comp            | Pres            | Reti            | Comp               | Pres               | Reti               | Comp        | Pres        | Reti        | Pres   | Reti   |
| --------------- | --------------- | --------------- | ---------- | ---------- | --------------- | --------------- | --------------- | ------------------ | ------------------ | ------------------ | ----------- | ----------- | ----------- | ------ | ------ |
| 2010-2011       | Al-Ahly         | PL              | 13         | 3          | CE              | 0               | 0               | CCL                | 9                  | 2                  | SE          | -           | -           | 22     | 5      |
| 2011-2012       | Al-Ahly         | PL              | 5          | 0          | -               | -               | -               | CCL                | 7                  | 0                  | -           | -           | -           | 12     | 0      |
| 2012-2013       | Al-Ahly         | PL              | 11         | 1          | CE              | 0               | 0               | CCL                | 8                  | 0                  | SE+SA+Cmc   | 1+0+0       | 0           | 20     | 1      |
| 2013-gen. 2014  | Al-Ahly         | PL              | 1          | 0          | CE              | 0               | 0               | CCL                | 0                  | 0                  | SA+Cmc      | 0+1         | 0           | 2      | 0      |
| Totale Al-Ahly  | Totale Al-Ahly  | Totale Al-Ahly  | 30         | 4          |                 | 0               | 0               |                    | 24                 | 2                  |             | 2           | 0           | 56     | 6      |
| gen.-giu. 2014  | Zamalek         | PL              | 10+1       | 3          | CE              | 1               | 1               | CCL                | 2                  | 1                  | -           | -           | -           | 14     | 5      |
| Totale carriera | Totale carriera | Totale carriera | 40+1       | 7          |                 | 1               | 1               |                    | 26                 | 3                  |             | 2           | 0           | 70     | 11     |

### Cronologia presenze e reti in Nazionale
| Cronologia completa delle presenze e delle reti in nazionale ― Mauritania | Cronologia completa delle presenze e delle reti in nazionale ― Mauritania | Cronologia completa delle presenze e delle reti in nazionale ― Mauritania | Cronologia completa delle presenze e delle reti in nazionale ― Mauritania | Cronologia completa delle presenze e delle reti in nazionale ― Mauritania | Cronologia completa delle presenze e delle reti in nazionale ― Mauritania | Cronologia completa delle presenze e delle reti in nazionale ― Mauritania | Cronologia completa delle presenze e delle reti in nazionale ― Mauritania |
| Data                                                                      | Città                                                                     | In casa                                                                   | Risultato                                                                 | Ospiti                                                                    | Competizione                                                              | Reti                                                                      | Note                                                                      |
| ------------------------------------------------------------------------- | ------------------------------------------------------------------------- | ------------------------------------------------------------------------- | ------------------------------------------------------------------------- | ------------------------------------------------------------------------- | ------------------------------------------------------------------------- | ------------------------------------------------------------------------- | ------------------------------------------------------------------------- |
| 03-06-2007                                                                | Nouakchott                                                                | Mauritania                                                                | 1 – 1                                                                     | Egitto                                                                    | Qual. Coppa d'Africa 2008                                                 | -                                                                         | 68’                                                                       |
| 16-06-2007                                                                | Gaborone                                                                  | Botswana                                                                  | 2 – 1                                                                     | Mauritania                                                                | Qual. Coppa d'Africa 2008                                                 | -                                                                         | 46’                                                                       |
| 13-10-2007                                                                | Nouakchott                                                                | Mauritania                                                                | 2 – 1                                                                     | Burundi                                                                   | Qual. Coppa d'Africa 2008                                                 | 1                                                                         | 53’                                                                       |
| 31-05-2008                                                                | Kigali                                                                    | Ruanda                                                                    | 3 – 0                                                                     | Mauritania                                                                | Qual. Mondiali 2010                                                       | -                                                                         |                                                                           |
| 07-06-2008                                                                | Nouakchott                                                                | Mauritania                                                                | 1 – 4                                                                     | Marocco                                                                   | Qual. Mondiali 2010                                                       | -                                                                         | 64’ 86’                                                                   |
| Totale                                                                    |                                                                           | Presenze                                                                  | 5                                                                         |                                                                           | Reti                                                                      | 1                                                                         |                                                                           |

## Palmarès

### Club

#### Competizioni nazionali
- Coppa di Tunisia: 1

Sfaxien: 2008-2009
- Campionato egiziano: 1

Al-Ahly: 2010-2011
- Supercoppa d'Egitto: 1

Al-Ahly: 2012

#### Competizioni internazionali
- Coppa della Confederazione CAF: 2

Sfaxien: 2007, 2008
- CAF Champions League: 2

Al-Ahly: 2012, 2013
- Supercoppa CAF: 1

Al-Ahly: 2013